# Jan Harold Brunvand
Jan Harold Brunvand (Cadillac, Míchigan, 23 de marzo de 1933) es un profesor emérito de la Universidad de Utah, en Estados Unidos. Se le conoce sobre todo por sus trabajos sobre leyendas urbanas y folclore moderno, conceptos que ha contribuido decisivamente a extender y divulgar. Antes de Brunvand, los cuentos populares se asociaban con tiempos pretéritos y culturas rurales; su contribución esencial ha sido aplicar los conceptos desarrollados por el estudio académico de los cuentos populares a las historias que circulan en el mundo moderno. 

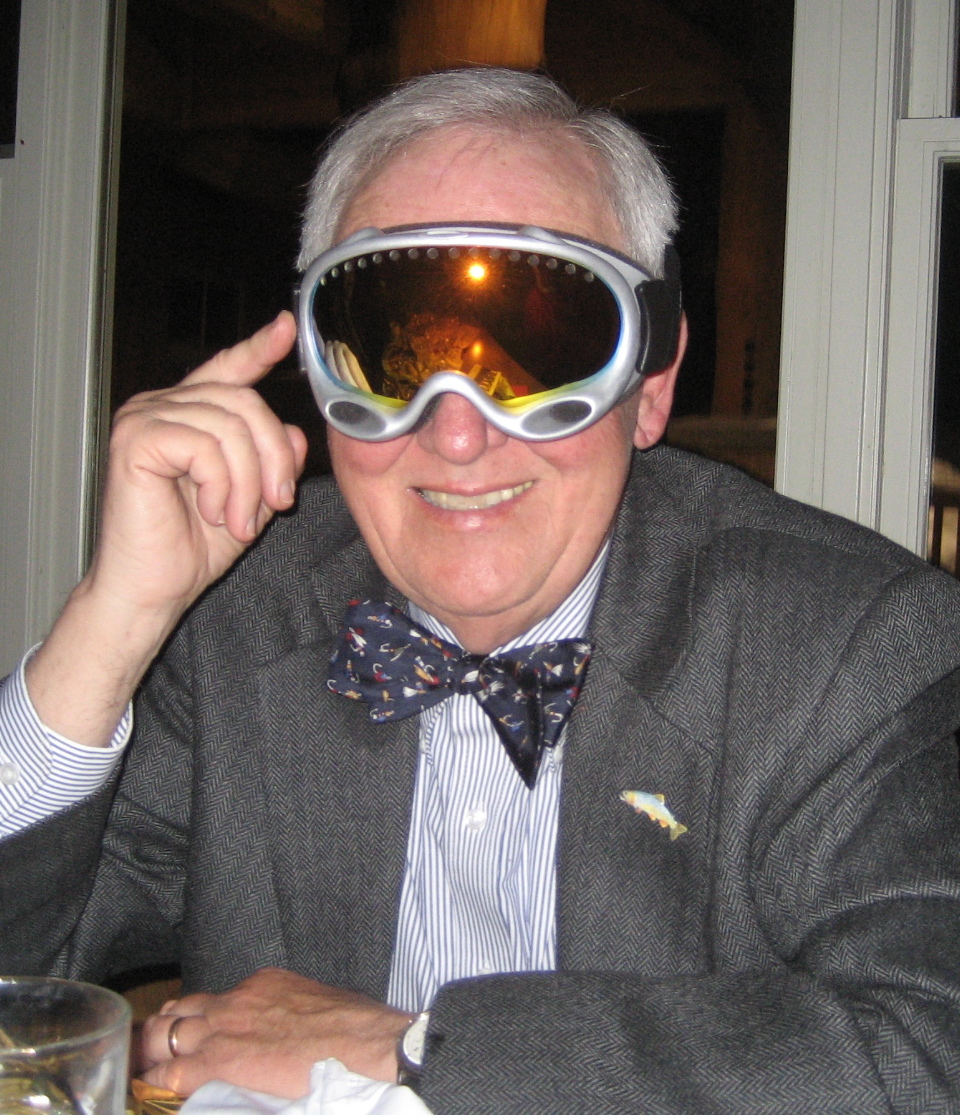
Jan Harold Brunvand en su 75.º cumpleaños

Brunvand ha escrito varios libros muy populares sobre leyendas urbanas, el primero de los cuales fue The Vanishing Hitchhiker («El autoestopista fantasma»), de 1981. Este libro atrajo la atención de muchas personas hacia el tema. Le siguieron otros trabajos como The Choking Doberman (1984), The Mexican Pet (1988), Curses! Broiled Again! (1990) y The Baby Train (1993). También editó la obra de referencia American Folklore: An Encyclopedia (1996), así como varios libros de texto. 
Brunvand se doctoró en folclore en la Universidad de Indiana en 1961. Dio clases en varias universidades estadounidenses, antes de recalar en la Universidad de Utah en 1966. Se retiró en 1996, pero sigue siendo un conferenciante y escritor muy popular; pronunció el discurso inaugural en la reunión de 2003 de la Sociedad de Folclore de Misuri, de la que es miembro desde hace muchos años.